# Reconeixement d'expressions facials

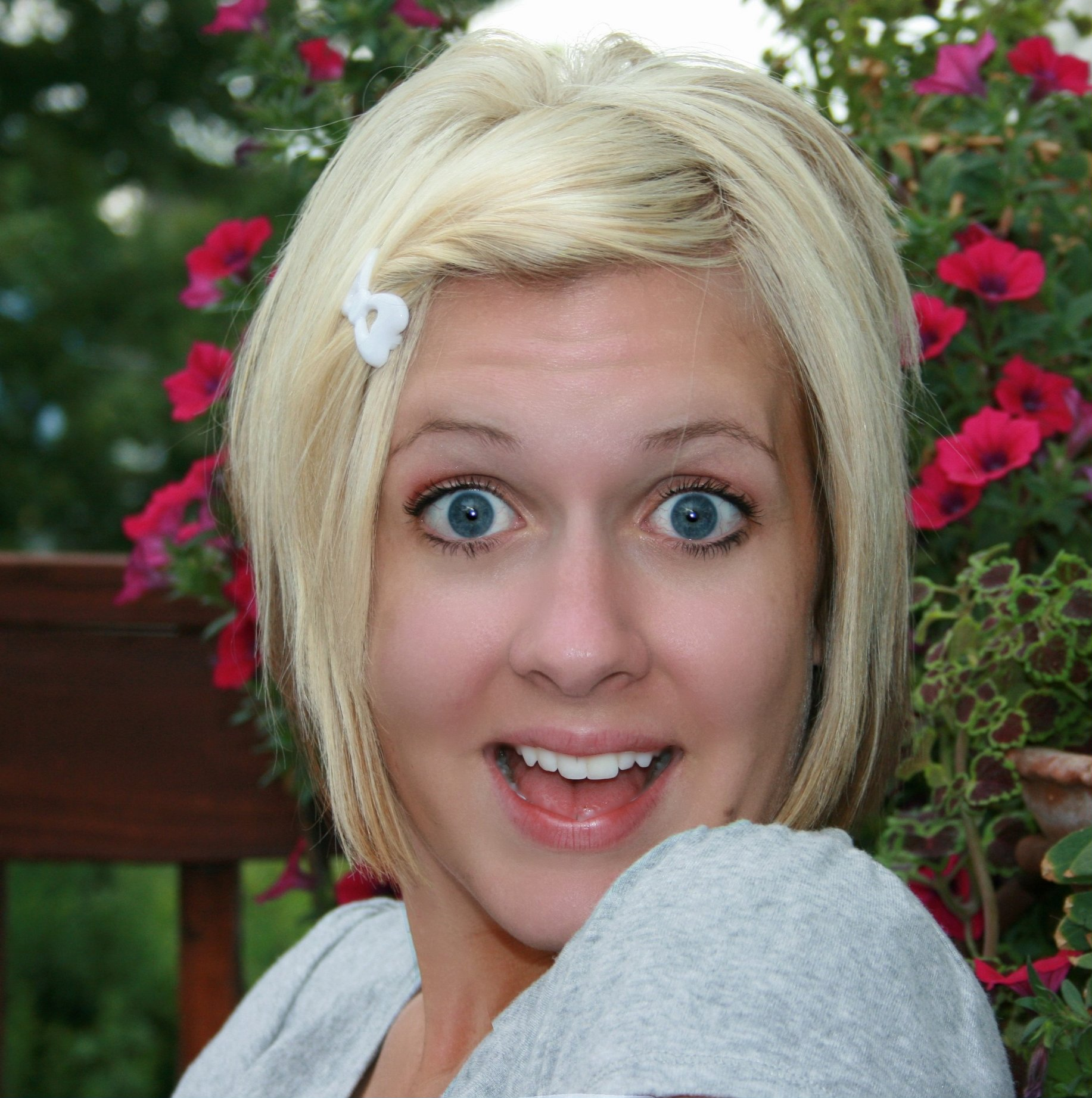
Expressió de sorpresa

El reconeixement d'expressions facials és una part de la intel·ligència artificial que té com a principal objectiu la realització d'estudis sociològics de comportament o la detecció de patologies mèdiques per a la seva posterior rehabilitació.
Les expressions facials no són només una manifestació visible de l'estat afectiu, l'activitat cognitiva, la personalitat i les psicopatologies d'una persona, si no que són molt importants per a facilitar les comunicacions i les interaccions entre humans.
Aquestes expressions ajuden a transmetre senyals de comunicació no verbal a les interaccions facials i poden facilitar l'enteniment del significat del llenguatge parlat.

## Mètode
A partir d'una base de dades d'imatges amb diferents expressions facials, s'obtenen diversos paràmetres per a l'extracció de característiques d'aquestes per a la seva posterior utilització com a entrada d'un sistema de reconeixement.
Es tenen en compte set expressions típiques del ser humà:
- Neutral
- Enuig
- Disgust
- Por
- Alegria
- Tristesa
- Sorpresa

## Processament d'imatges i extracció de característiques
Es fa un processament digital de les imatges i s'extreuen dos tipus de paràmetres evaluables de diferents subjectes: els paràmetres en valors reals i els paràmetres binaris.
Els paràmetres en valors reals tenen un valor determinar en funció de la distància mitjana, que es mesura en nombre de píxels. Mentre que els paràmetres binaris indiquen la presència (1) o absència (0) d'aquest paràmetre.

### Paràmetres en valors reals

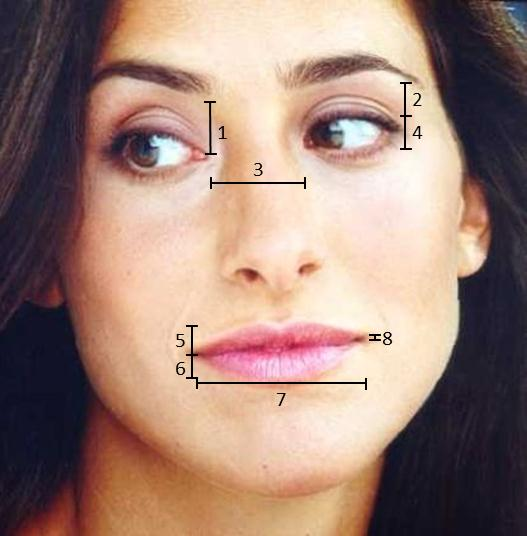
Paràmetres en valors reals

1. Augment de la distància de la cella – Distància entre el punt d'unió de la part superior i inferior de la parpella i el punt central inferior de la cella.
2. Distància entre la parpella superior i la cella – Distància entre la part superior de la parpella i la superfície de la cella.
3. Distància entre celles – Distància entre el centre de les extremitats inferiors de les celles.
4. Distància entre la parpella superior i la inferior
5. Gruix del llavi superior
6. Gruix del llavi inferior
7. Amplada de la boca – Distància entre les puntes de la cantonada del llavi.
8. Apertura de la boca – Distància entre la superfície inferior del llavi superior i la superfície superior del llavi inferior.

### Paràmetres binaris

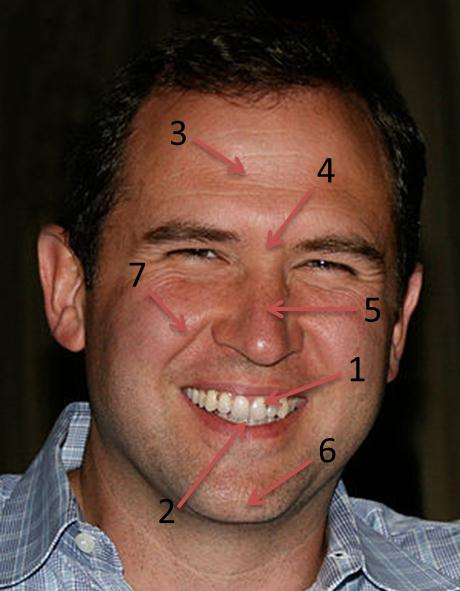
Paràmetres binaris

1. Dentadura superior – Presència o absència de les dents superiors.
2. Dentadura inferior – Presència o absència de les dents inferiors.
3. Front – Presència o absència d'arruges a la part superior del front.
4. Línies de les celles – Presència o absència d'arruges a la regió per sobre de les celles.
5. Línies del nas – Presència o absència d'arruges a la regió que s'estén sobre el nas.
6. Línies de la barbeta – Presència o absència d'arruges a la regió de la barbeta just per sota del llavi inferior.
7. Línies naso-labials – Presència o absència d'arrugues en ambdós costats del nas a la regió per sobre del llavi superior.

Al cas dels paràmetres en valors reals que es presenten simètricament en ambdós costats de la cara, s'obté una mitjana de les dues mesures i posteriorment es normalitzen els valors amb relació a la imatge neutral.
Els paràmetres binaris són caracteritzats per la presència o absència de les contraccions dels músculs facials. Per a detectar aquestes contraccions es pot utilitzat un algorisme de detecció de contorns per a determinar si el patró està present o absent.

## Comparació i resultats
Els paràmetres obtinguts en el processament de les imatges es comparen amb les imatges de la base de dades per a computar els resultats.
A diversos projectes sobre reconeixement d'expressions facials, a dia d'avuí se sol obtenir una mitja d'un 90% d'encerts. Tot això depèn de l'expressió analitzada, ja que, en general, s'obtenen més encerts en una expressió neutral o de sorpresa, que a una de disgust o por.

## Aplicacions
El reconeixement d'expressions facials pot donar lloc a diferents aplicacions tecnològiques o mèdiques:
- Detecció de patologíes mèdiques
- Rehabilitació de trastorns mentals
- Estudis sociològics
- Animació per ordinador
- Videojocs
- Robòtica
- Detecció de somriures en fotografia

## Bases de dades
La creació de bases de dades d'expressions facials és implícitament complexa per la dificultat de mostrar expressions de manera natural. Les bases de dades de dades d'expressions es poden realitzar de diverses formes:
1. expressions impostades: l'usuari manifesta, a petició de l'operador, l'expressió demanada. És un mètode ràpid per a recollir mostres d'expressions però tot sovint hi ha una carència important de realisme.
2. expressions induïdes: mitjançant la presentació d'estímuls, es provoca en el donant l'expressió desitjada (per exemple, un cop visualitzats estímuls visuals).
3. expressions d'actors: una tercera possibilitat és fer servir actors. Suposadament, els actors són capaços de manifestar expressions de forma convincent.
4. expressions naturals: normalment extretes a partir d'imatges de televisió, on els protagonistes manifesten expressions de forma espontània.

Algunes de les bases de dades més rellevants són:
- Cohn-Kanade Facial Expression Database Arxivat 2010-07-30 a Wayback Machine.
- Japanese Female Facial Expression Database
- The CMU Multi-PIE Face Database Arxivat 2010-10-09 a Wayback Machine.
- MIT-CBCL Face Recognition Database